# Raymond av Penyafort
Raymond av Penyafort (katalanska: Ramon de Penyafort; spanska: Raimundo de Peñafort; engelska: St. Raymond of Pennafort), född 1175 (eller 1180) i Vilafranca del Penedès, död 6 januari 1275 i Barcelona, var en katalansk dominikan, teolog och jurist med inriktning mot kanonisk rätt. Han var dominikanordens general 1238–1240, och är i Romersk-katolska kyrkan den kanoniska rättens samt i Spanien juristernas, skyddshelgon. Han kanoniserades 1601.

## Biografi
Raymond föddes (enligt vissa källor) år 1175 på adelsätten Penyaforts slott. Ätten hade släktkopplingar med grevarna av Barcelona och var därmed nära allierade med kungahuset av Aragonien. Den unge Raymond var en flitig student och redan som tjugoåring lärde han ut filosofi i Barcelona.

### Studier och skrivande
Raymond studerade filosofi och retorik vid universitetet i Barcelona. Därefter fortsatte studierna i Bologna, där han tog juridikexamen och därefter erhöll två doktorat i civil- och kanonisk rätt. Mellan 1195 och 1210 undervisade han i kanonisk rätt och begav sig sedan till Bologna där han under en tid innehade lärostolen i kanonisk rätt. Han var påve Alexander IV:s kaplan, och biktfader till Jakob I av Aragonien.
År 1222 återvände Raymond till Barcelona på inrådan av Barcelonas greve Berenguer IV, som rekommenderade Raymond att ta upp en professorstjänst vid det seminarium som greven ville grunda i stiftet. Fyra år senare inträdde Raymond i dominikanorden. Ett år senare grundade han mercedarieorden, med syfte att återbörda kristna slavar.
Under 1220-talet skrev han en av de viktigaste bothandböckerna, Summa de casibus poenitentie (även benämnd Summa casuum). Den gavs ut flera gånger under de följande århundradena.

### Rom och mission
Han kallades till Rom 1230 av påve Gregorius IX, för att bistå denne med att sammanställa den kanoniska lagen. Hans sammanställning blev gällande standard i 700 år, och ersattes först med 1917 års codex. Därefter efterträdde han Jordan von Sachsen som dominikanordens högste general, men drog sig tillbaka efter två år, efterträdd av Johannes Teutonikern. 
Raymond bedrev även en betydande mission bland judar och muslimer. Han utfärdade även censur mot de judiska texter som riktade sig mot kristendomen.

### Sista tid, död och eftermäle
Raymond av Penyafort drog sig på ålderdomen tillbaka till klostret Santa Caterina i Barcelona, där han avled 1275 vid 100 (alternativt 95) års ålder. Efter att klostret i stort sett övergivits 1835 flyttades hans kvarlevor till det slutliga vilorummet i Barcelonas katedral. Han kanoniserades av påve Clemens VIII den 29 april 1601; bland undren som tillskrivs honom finns hans seglats över havet från Mallorca till Barcelona med manteln som farkost. Han har även blivit utsedd till skyddshelgon för Kataloniens advokater.